# The Graces
The Graces foi uma banda dos norte-americana no final dos anos 1980 e início de 1990 formada por Charlotte Caffey, Meredith Brooks, e Gia Ciambotti. 

## História
Formada em 1988, eles lançaram seu álbum de estreia Perfect View pela gravadora A&M Records em 1989, tendo atingido o nº 147 da Billboard 200 e o seu primeiro single "Lay Down Your Arms" atingiu o nº 56 na Billboard Hot 100.
Em 1991, eles saíram da gravadora e Brooks deixou a banda. Ela foi substituída por Shefts Chrissy e o grupo continuou a tocar ao vivo. Eles estavam prestes a assinar novamente pela A&M, quando Ciambotti recebeu uma oferta para ser vocal de apoio de Bruce Springsteen, de modo que o grupo se desfez em 1992 sem gravar um segundo álbum.

## Discografia
Álbuns de estúdio
- Perfect View (1988)

Singles
- "Lay Down Your Arms" (1989)
- "Perfect View" (1989)
- "Time Waits For No One" (1989)
- "50,000 Candles Burning" (1989)